# Ermilo Abreu Gómez
Ermilo Abreu Gómez (Mérida, 18 settembre 1894 – Città del Messico, 14 luglio 1971) è stato uno scrittore messicano.
È autore di opere di narrativa, di teatro (Romance de Reyes, Un juego de escarnio, ecc.) e di critica letteraria, di cui numerosi studi, notevoli quelli su Juana Inés de la Cruz.